# Hellmonsödt
Hellmonsödt – gmina targowa w Austrii, w kraju związkowym Górna Austria, w powiecie Urfahr-Umgebung. Liczy 2181 mieszkańców (1 stycznia 2015).